# エリゾヴォ空港
エリゾヴォ空港（エリゾヴォくうこう、露: Аэропорт Елизово、英: Yelizovo Airport）は、ロシア連邦カムチャツカ地方のエリゾヴォにある空港。ペトロパブロフスク・カムチャツキーの北西32キロメートルに位置する。軍民共用空港としても機能しており、ロシア航空宇宙軍部隊も所在している。

## 概要
カムチャッカ地方最大の空港。3,400 m (11,200 ft)ある滑走路は、最大積載状態のIl-96やボーイング707が離着陸するのに十分な長さがある。メインの駐機場には34の駐機場所があり、そのうち18か所についてはIl-96のような幅広の胴体を持つ機体にも対応できる。またこれ以外に、小型機用として8つの舗装済み駐機場所と12の未舗装駐機場所がある。
2018年9月1日より、日本人や中国人をはじめとした18か国の外国人は、ウラジオストク自由港法により8日までの電子ビザを事前申請することができるようになった（詳細はロシアの査証政策を参照）。

## 滑走路の改修
2012年4月1日、大型機により適したものにするため、滑走路16R/34Lの幅を45 m (148 ft)に、長さを900 m (3,000 ft)延長して3,400 m (11,200 ft)にする改修が始まった。この計画にはターミナルと駐機場の改修も含まれている。

## 新ターミナル
2017年8月、地域空港社（Airports of Regions）が当空港の新旅客ターミナルの建設を完成させるコンテストで優勝した。建設は2018年に始まり、2023年に完成する計画であったが、新ターミナルの供用開始は2025年3月31日となっている。

## 就航航空会社と就航都市

### 国内線
| 航空会社                               | 就航地 |
| -------------------------------------- | --- |
| アエロフロート・ロシア航空             | モスクワ/シェレメーチエヴォ                                                                                       |
| オーロラ                               | ハバロフスク、ウラジオストク、ユジノサハリンスク                                                                  |
| S7航空                                 | ノボシビルスク、ウラジオストク                                                                                    |
| ウラル航空                             | サンクトペテルブルク、エカテリンブルク、ウラジオストク                                                            |
| タイガ・エア                           | セベロクリリスク                                                                                                  |
| ペトロパブロフスク・カムチャツキー航空 | マガダン、パラナ、ニコルスコエ、ソボレボ、チギリ、チリチキ、ウスチ＝ハイリュゾヴォ、ウスチ=カムチャツク、オッソラ |
| ロシア航空                             | ユジノサハリンスク                                                                                                |

## 所在部隊
ロシア航空宇宙軍
- 第317独立混成航空連隊[6] - MiG-31、Il-38、An-12、An-26、Ka-27、Ka-29、Mi-8